# Lijst van bouwwerken van S.B. van Sante
Dit is een incomplete lijst van bouwwerken van architect S.B. van Sante (1876-1936).
Van Sante was vooral actief in Noord-Holland en ontwierp verscheidene rooms-katholieke scholen.
| Bouw         | Naam                                                 | Plaats               | Bijzonderheden | Afbeelding |
| ------------ | ---------------------------------------------------- | -------------------- | --- | ---------- |
| 1901         | RK. meisjesschool aan de Bloemgracht                 | Zaandam              | Gesloopt |            |
| 1902 en 1905 | Uitbreiding RK. jongensschool aan de Bloemgracht     | Zaandam              | Gesloopt |            |
| 1905         | Woonhuis aan de Gedempte Gracht 46B                  | Zaandam              | Woonhuis van de moeder van Van Sante. Pand werd door zijn broer Theo gebouwd. Achter het pand stond de werkplaats van de familie.               |            |
| 1907         | St. Josephgesticht, Oostzijde 18                     | Zaandam              | Zusterhuis met kapel |            |
| 1908         | Skager Rak                                           | Zaandam              | Bouw vijf woningen, in twee er van gaan de broers Van Sante wonen. In 2017 woont nog de kleindochter van Theo van Sante in een van de woningen. |            |
| 1909         | Machinekamer van de houtzagerij De Zwarte Bruinvisch |                      | |            |
| 1910         | Ommetseling watertoren rijstpellerij Phenix          | Oostzijde te Zaandam | |            |
| 1911         | Pakhuizen Czaar Peter en Nederland                   | Zaandam              | De twee panden hadden een ouderwets ijzeren skelet met houten vloeren en zijn in 1954 afgebrand                                                 |            |
| 1913         |                                                      | Bovenkarspel         | Het voormalig schoolgebouw is een gemeentelijk monument                                                                                         |            |
| 1914         | Woningen in de Belgischestraat                       | Zaandam              | Woningen gebouwd voor Woningbouwvereniging LEO XIII                                                                                             |            |
| 1914         | Woningen in de Jan Bouwmeesterstraat                 | Zaandam              | Woningbouwvereniging LEO XIII. In 2009 zijn de woningen gesloopt.                                                                               |            |
| 1914         | Woningen aan de Badhuisweg                           | Zaandam              | Woningen staan op Het Eiland in de Zaan |            |
| 1914         | Woningen aan de Havenstraat                          | Zaandam              | Woningen gebouwd voor Woningbouwvereniging LEO XIII                                                                                             |            |
| 1917         | Mariaschool                                          | Grootebroek          | School is verbouwd tot appartementencomplex |            |
| 1918         | Stoommeelfabriek De Vrede                            | Zaandam              | Het fabriekspand is een rijksmonument |            |
| 1921         | Sint Jozefschool, katholieke jongensschool.          | Zaandam              | Pand staat in de Jan Sijbrandsteeg. Het huidige pand Filmhuis De Fabriek aan de Zaan.                                                           |            |
| 1921         | Openbare Lagere School                               | Grootebroek          | Het pand is een gemeentelijk monument |            |
| 1922         | Sint Jozefschool                                     | Hoorn                | Pand is gemeentelijk monument |            |
| 1922         | Woning Kruisstraat 9                                 | Hoorn                | |            |
| 1922         | Zusterhuis                                           | Bovenkarspel         | Het voormalige zusterhuis is een gemeentelijk monument                                                                                          |            |
| 1923         | Adelbertkapel, Dennenweg 16                          | Bloemendaal          | In samenwerking met Dom Paul Bellot |            |
| 1925         | Sint Theresiaschool, Dennenweg 18                    | Bloemendaal          | |            |
| 1925         | Hervormde (?) school, Dennenweg 15                   | Bloemendaal          | |            |
| 1925         | Katholieke kerk Heilig Sacrament, Dennenweg 17       | Bloemendaal          | |            |
| 1925         | Twee woonhuizen, Dennenweg 19 en 21                  | Bloemendaal          | |            |
| 1925         | Groot woonhuis aan de Kennemerstraat 12              | Bloemendaal          | |            |
| 1925         | Raadhuis                                             | Blokker              | Gemeentelijk monument |            |
| 1925 - 1927  | Johannes de Doperkerk                                | Grootebroek          | Het kerkgebouw is een provinciaal monument, het is de enige kerk dat volledig naar ontwerp van Van Sante gebouwd is en nog bestaat.             |            |
| 1928         | Onderwijzerswoning                                   | Blokker              | Gemeentelijk monument |            |
| 1928         | Schoolgebouw                                         | Blokker              | Gemeentelijk monument |            |
| 1932         | Heilige Geestkerk                                    | Slootdorp            | Gebouwd in opdracht van de Katholieke Vereniging van Zuiderzeewerken, gesloopt in 2010.                                                         |            |
| 1933         | Boschjesstraat 103                                   | Koog aan de Zaan     | Woonhuis ontworpen door Simon, gebouwd door Theo voor hun broer Cees.                                                                           |            |
| 1937         |                                                      | Purmerend            | Het voormalig schoolgebouw, St. Catharinaschool, is een gemeentelijk monument.                                                                  |            |